# Гелен ДеВос
Гелен ДеВос (англ. Helen DeVos, 24 лютого 1927 — 18 жовтня 2017) — американська підприємиця, благодійниця, меценатка, діяльність якої протягом життя була орієнтована на здоров'я дітей, християнську освіту та розвиток мистецтва.

## Із біографії
Гелен Ван Везеп народилася в Гранд-Репідс (Мічиган) у родині шкільних учителів Джорджа та Вільми Ван Везеп. Відвідувала християнську школу, гуманітарний Кальвін-Коледж. У підлітковому віці разом з батьками переїхала до Франкфурта, де закінчила середню школу. До шлюбу працювала вчителькою, після шлюбу — переїхала до селища Ейда, штат Мічиган.
1953 року одркжилася з Річардом ДеВосом, американським бізнесменмом, співзасновником компанії Amway, майбутнім мільярдером. Народила трьох синів і дочку. Нащадки активно працюють у сімейному бізнесі та продовжують займатися благодійністю.

## Кар'єра та громадська діяльність
- член ради директорів оркестру Grand Rapids Symphony, музичного центру «Святої Цецилії» (покровителька церковної музики, хористів, поетів, музикантів, співаків та майстрів, що виготовляють музичні інструменти);
- член правління Ліги американських оркестрів у Нью-Йорку; заступниця голови виконавчої ради; голова комітету із висунення кандидатів;
- член християнської реформатської церкви Лаграв-авеню у Гранд-Репідс, де служила президентом Гільдії Служби послуг і членом комітетів із освіти молоді та богослужіння серед дітей;
- співвласниця професійної баскетбольної команди Орландо Меджик (англ. Orlando Magic);
- співзасновниця благодійного «Фонду Річарда й Хелен ДеВос» (1970);
- засновниця програми «Артисти серед нас»;
- головна редакторка книги «Рич ДеВос. Просто Рич: уроки жизни от одного из основателей Amway».

## Благодійність
- Розбудова Гранд-Репідса: готель Amway Grand Plaza, крита спортивна арена на 12 тисяч глядачів, громадський музей, міський кампус університету Гранд-Веллі, новий центр конференцій, готель Marriott, комплекс «Медична миля»: Інститут Ван Андела, кардіологічний центр Мейєра, онкологічний корпус Леммена-Холтона, дитячий шпиталь Хелен ДеВос, навчальний корпус медичного факультету Університету Гранд-Веллі.
- Християнська освіта як один із кроків благодійності: Центр мистецтв і богослужіння Річарда та Хелен ДеВос при християнської вищій школі у Гранд-Рапідс, християнські школи Реобос і Зуні в Нью-Мексико, у Лусаці Замбії.
- Підтримка вищих навчальних закладів: Королівського коледжу, Центру комунікацій ДеВос в Кальвінському коледжі, Державного університету Гранд-Веллі, Університету Нортвуду, Коледжу медицини Мічиганського державного університету, Коледжу Надії, освітнього коледжу Хелен ДеВос при університеті Лі в Клівленді (штат Теннессі).
- Родина ДеВос зробила пожертви на суму понад 1,2 мільярда доларів протягом багатьох років.

### Нагороди та досягнення
- ступінь почесного доктора гуманітарних наук у Королівському коледжі та Північному Мічиганському університеті; почесного доктора мистецтв в Університеті Гранд-Веллі;
- премії: «Філантропія за круглим столом Вільяма Е. Симона», «Жінки за видатні досягнення» (Атлантичний університет, Палм-Біч);
- нагороди: Clare Boothe Luce від фонду «Спадщина», «Золота естафета» Ліги Американських оркестрів, «За життєві досягнення Чарльза Х. Хофліха», «Видатні жінки» (Нортвудський університет);
- премія Червоного Хреста за гуманітарні права, «Армія порятунку Вільяма Буса».

### Вшанування
На честь Гелен ДеВос названі: дитяча лікарня в Гранд-Репідс, японський сад у парку скульптур і ботанічному саді Фредеріка та Лєни Мейєр (53 га), польовий будинок у Хоуп-Коледж, коледж освіти при університеті Лі, християнська школа в Лусаці (Замбія), Президентська стипендія для талановитої молоді при вивченні музики та мистецтва (державний університет Гранд-Веллі).